# Мркосовице
Мркосовице је насељено место у Босни и Херцеговини у општини Коњиц у Херцеговачко-неретванском кантону које административно припада Федерацији Босне и Херцеговине. Према попису становништва из 1991. у насељу је живјело 8 становника.

## Географија
Насеље се налази у долини Неретвице
По последњем службеном попису становништва из 1991. године, у насељу Мркосовице живело је 50 становника. Сви становници су били Хрвати.